# Leulinghen-Bernes
Leulinghen-Bernes je francouzská obec v departementu Pas-de-Calais v regionu Hauts-de-France. Žije zde 535 obyvatel.

## Geografie

### Sousední obce
| Růžice kompasu | Audembert | Leubringhen       |         | Růžice kompasu |
| Růžice kompasu | Bazinghen | Sever             | Ferques | Růžice kompasu |
| Růžice kompasu | Bazinghen | Leulinghen-Bernes | Ferques | Růžice kompasu |
| Růžice kompasu | Bazinghen | Jih               | Ferques | Růžice kompasu |
| Růžice kompasu | Marquise  |                   |         | Růžice kompasu |